# Абанькин, Павел Сергеевич
Па́вел Серге́евич Аба́нькин (5 [18] сентября 1902 — 15 августа 1965) — советский военно-морской деятель, адмирал (27.01.1951).

## Биография

### Ранние годы
Родился в селе Почково Елатомского уезда Тамбовской губернии.
С сентября 1918 г. по апрель 1919 г. ученик подготовительной школы Мореходного училища, после окончания которой был рабочим в порту Ростова-на-Дону. В 1920 году вступил в Коммунистическую партию.

### Гражданская война и межвоенный период
С января по июль 1920 г. участвовал в Гражданской войне в России в качестве машиниста на транспорте «Труд» Азовской военной флотилии. С августа 1920 г. по апрель 1921 г. обучался в политехникуме водного транспорта. Был мотористом и заместителем комиссара Ямальской полярной экспедиции, после её ликвидации по решению Сибирского бюро РКП(б) — управляющий кооперативом в Новосибирске, помощник багермейстера землесоса Азовского пароходства, затем в аппарате Юго-Восточного бюро ЦК РКП(б).
С 1923 года в ВМФ СССР. С октября 1923 г. по октябрь 1927 г. курсант Военно-морского училища имени М. В. Фрунзе в Ленинграде, после которого стажер командира взвода Машинной школы. С января 1928 г. помощник вахтенного начальника линкора «Октябрьская революция». С марта 1928 г. стажёр летчик-наблюдатель и временно исполняющий должность начальника штаба 51-го отдельного авиационного отряда в Ораниенбауме. С октября 1928 г. по май 1929 г. проходил обучение на курсах воздушного боя при 3-й школе летчиков и летчиков-наблюдателей им. Ворошилова в Ораниенбауме, после чего был старшим лётчиком и начальником штаба 51-го отдельного авиаотряда. С декабря 1930 г. начальник штаба 62-й авиационной эскадрильи 4-й авиационной бригады. С декабря 1932 г. начальник штаба 2-й авиабригады Морских сил Балтийского моря. С декабря 1933 г. по май 1937 г. слушатель командного факультета Военно-морской академии им. К.Е. Ворошилова, после окончания которой назначен военным комиссаром Военно-морского авиационного училища им. Сталина в Ейске. Был слушателем Военно-политических курсов в Москве, но 13 июня 1939 года назначен на должность Члена Военного совета Тихоокеанского флота, одновременно ему было присвоено звание бригадного комиссара. С апреля 1940 г. военком Амурской военной флотилии. С июля 1940 г. командующий этой флотилией, при этом был переаттестован в капитана 1-го ранга (приказ НКВМФ СССР № 02263 от 22.07.1940), а 21 мая 1941 года ему было присвоено звание контр-адмирала.

### Великая Отечественная война
Начало Великой Отечественной войны встретил в прежней должности. В июне-августе 1943 г. в распоряжении народного комиссариата военно-морского флота СССР, после чего был назначен командующим Онежской военной флотилии. В январе 1944 года вернулся на Дальний Восток и с марта по сентябрь 1944 года вторично командовал Амурской военной флотилией, тогда же стал вице-адмиралом (21.07.1944). В сентябре 1944 года назначен начальником Военно-морской академии им. К.Е. Ворошилова и одновременно главный редактор журнала «Морской сборник». С апреля 1945 г. заместитель народного комиссара ВМФ.

### Послевоенная служба
С марта 1946 г. заместитель Главнокомандующего ВМС по кадрам, а с февраля 1947 г. по кораблестроению. С декабря 1947 г. по февраль 1948 г. Член суда чести Министерства вооружённых сил СССР над группой адмиралов. С марта 1950 года заместитель Военно-морского министра СССР по кораблестроению и вооружению. В 1951 году присвоено звание адмирала. С апреля 1952 г. начальник Гидрографического управления ВМС, с мая 1953 г. начальник Гидрографической службы ВМФ. С июня 1958 г. Военный консультант группы генеральных инспекторов Министерства обороны СССР. 30 сентября 1960 году уволен в отставку по состоянию здоровья.
Скончался в Ленинграде 15 августа 1965 года. Похоронен на Серафимовском кладбище.
Дядя диссидента Витольда Абанькина.

## Воинские звания
Бригадный комиссар — 13.06.1939;
Капитан 1 ранга — 22.07.1940;
Контр-адмирал — 21.05.1941;
Вице-адмирал — 21.07.1944;
Адмирал — 27.01.1951.

## Награды
- Два ордена Ленина
- Два ордена Красного Знамени
- Орден Ушакова 1-й степени
- Югославский орден орден Братства и единства 1-й степени
- Медали